# Frezenberg
Frezenberg is een gehuchtje in de Belgische gemeente Zonnebeke. Het gehucht ligt twee kilometer ten westen van het dorpscentrum van Zonnebeke, langs de weg naar Ieper (N332), tegen de grens met Ieper en Langemark. Meer dan een kilometer verder westwaarts, op grondgebied Ieper, ligt het gehucht Verlorenhoek. In het westen van de Frezenberg loopt de snelweg A19. Het gehucht ligt aan de westkant van de Midden-West-Vlaamse Heuvelrug.

## Geschiedenis

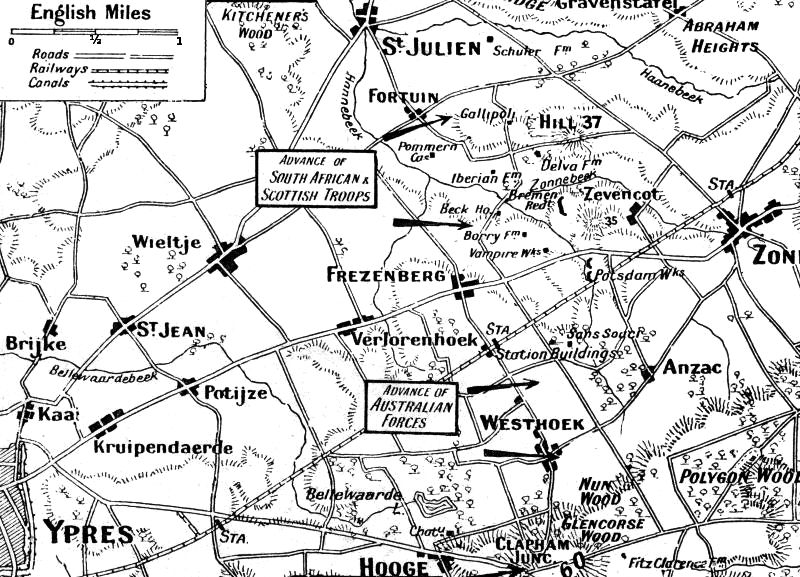
Frezenberg en omgeving, herfst 1917

Op de Ferrariskaart uit de jaren 1770 staat hier een herberg aangeduid als "Fresenbergh Cabaret". Rond 1815 werd hier de Frezenbergmolen opgetrokken, ook wel Viversmolen genoemd. De 19de-eeuwse Atlas der Buurtwegen toont hier Frezenberg als gehucht.
Tijdens de Eerste Wereldoorlog lag de plaats op het front van de Ieperboog. Tot 1915 lag het front enkele kilometer verder oostwaarts. Bij de Tweede Slag om Ieper in het voorjaar van 1915 werd vooral het noorden van de Ieperboog geraakt en de Britten trokken zich westwaarts terug tot de lijn Wieltje-Frezenberg-Bellewaerde. Aangemoedigd door deze terugtrekking probeerden de Duitsers van 8 mei tot 15 mei ter hoogte van Frezenberg verder door te breken. Op 8 mei werd de Frezenbergmolen neergehaald door de zware beschietingen. De Duitsers konden even een opening slaan in de Britse linies, maar de aanvallen konden uiteindelijk gestopt worden. Na zes dagen strijd en veel slachtoffers was het front nauwelijks een kilometer opgeschoven.
Het gebied bleef de volgende maanden op het front en in niemandsland. In juli 1917 konden in de Derde Slag om Ieper de geallieerden de plaats heroveren.
Na de oorlog werd in de jaren 20 de omgeving wederopgebouwd. De molenaarsfamilie kwam terug en richtte aanvankelijk een veldoven voor bakstenen op. Deze werd in 1924 stilgelegd en in de plaats van de vooroorlogse molen installeerden ze er nu een mechanische maalderij.

## Bezienswaardigheden
- Een monument, in de vorm van een Keltisch kruis, als herdenking aan de Schotse divisies die onder meer hier tijdens de oorlog streden.